# Elezioni generali in Spagna del 1979
Le elezioni generali in Spagna del 1979 si tennero il 1º marzo per il rinnovo delle Corti Generali (Congresso dei Deputati e Senato). Esse videro la vittoria dell'Unione del Centro Democratico di Adolfo Suárez, che fu confermato Presidente del Governo.
Furono le prime elezioni svoltesi sotto la nuova Costituzione democratica.

## Risultati

### Congresso dei Deputati
| Liste                                                              | Voti       | %     | Seggi |
| ------------------------------------------------------------------ | ---------- | ----- | ----- |
| Unione di Centro Democratico                                       | 6 268 593  | 34,84 | 168   |
| Partito Socialista Operaio Spagnolo                                | 5 469 813  | 30,40 | 121   |
| Partito Comunista di Spagna                                        | 1 938 487  | 10,77 | 23    |
| Coalizione Democratica (Alleanza Popolare)                         | 1 060 330  | 5,89  | 9     |
| Convergenza e Unione                                               | 483 353    | 2,69  | 8     |
| Unione Nazionale (include FN - FE JONS)                            | 378 964    | 2,11  | 1     |
| Partito Socialista di Andalusia - Partito Andalusista              | 325 842    | 1,81  | 5     |
| Partito Nazionalista Basco                                         | 296 597    | 1,65  | 7     |
| Partito del Lavoro di Spagna                                       | 192 798    | 1,07  | –     |
| Herri Batasuna                                                     | 172 110    | 0,96  | 3     |
| Partito Socialista Operaio Spagnolo Storico                        | 133 869    | 0,74  | –     |
| Organizzazione Rivoluzionaria dei Lavoratori                       | 127 517    | 0,71  | –     |
| Sinistra Repubblicana di Catalogna - Fronte Nazionale di Catalogna | 123 452    | 0,69  | 1     |
| Euskadiko Ezkerra                                                  | 85 677     | 0,48  | 1     |
| Movimento Comunista - Organizzazione della Sinistra Comunista      | 84 856     | 0,47  | –     |
| Blocco Nazional-Popolare Galiziano                                 | 60 889     | 0,34  | –     |
| Unión del Pueblo Canario                                           | 58 953     | 0,33  | 1     |
| Blocco di Sinistra di Liberazione Nazionale                        | 56 582     | 0,31  | –     |
| Unità Galiziana                                                    | 55 555     | 0,31  | –     |
| Sinistra Repubblicana                                              | 55 384     | 0,31  | –     |
| Partito Carlista                                                   | 50 552     | 0,28  | –     |
| Organizzazione Comunista di Spagna - Unificazione Comunista        | 47 937     | 0,27  | –     |
| Partito Comunista dei Lavoratori                                   | 47 896     | 0,27  | –     |
| Partito Aragonese Regionalista                                     | 38 042     | 0,21  | 1     |
| Lega Comunista Rivoluzionaria                                      | 36 662     | 0,20  | –     |
| Unión Foral del País Vasco                                         | 34 108     | 0,19  | –     |
| Falange Española de las JONS Auténtica                             | 30 252     | 0,17  | –     |
| Unión del Pueblo Navarro                                           | 28 248     | 0,16  | 1     |
| Coalizione per Aragona                                             | 19 220     | 0,11  | –     |
| Altri <0,10%                                                       | 171 110    | 0,95  | –     |
| Voti in bianco                                                     | 57 267     | 0,32  | –     |
| Totale                                                             | 17 990 915 | 100   | 350   |

### Senato
| Liste                                  | Seggi |
| -------------------------------------- | ----- |
| Unione di Centro Democratico           | 118   |
| Partito Socialista Operaio Spagnolo    | 61    |
| Nuova Intesa (ERC-PSC)                 | 10    |
| Partito Nazionalista Basco             | 8     |
| Coalizione Democratica (AP-Altri)      | 3     |
| Agrupación de Electores Independientes | 3     |
| Per l'Intesa (PSUC-PTE)                | 1     |
| Herri Batasuna                         | 1     |
| Candidatura Progresista de Menorca     | 1     |
| Indipendenti                           | 1     |
| Totale                                 | 208   |